# Alter Hafen (Bremerhaven)

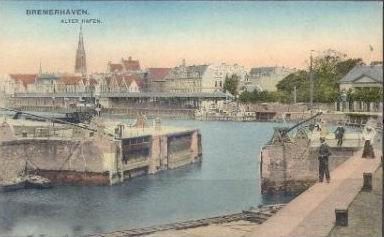
Schleuse zum Alten Hafen (um 1900), links die Große Kirche, rechts das Hansestadt Bremische Amt

Der Alte Hafen ist der erste und damit älteste Hafen Bremerhavens. Er ist nur noch in Resten erhalten.

## Geschichte

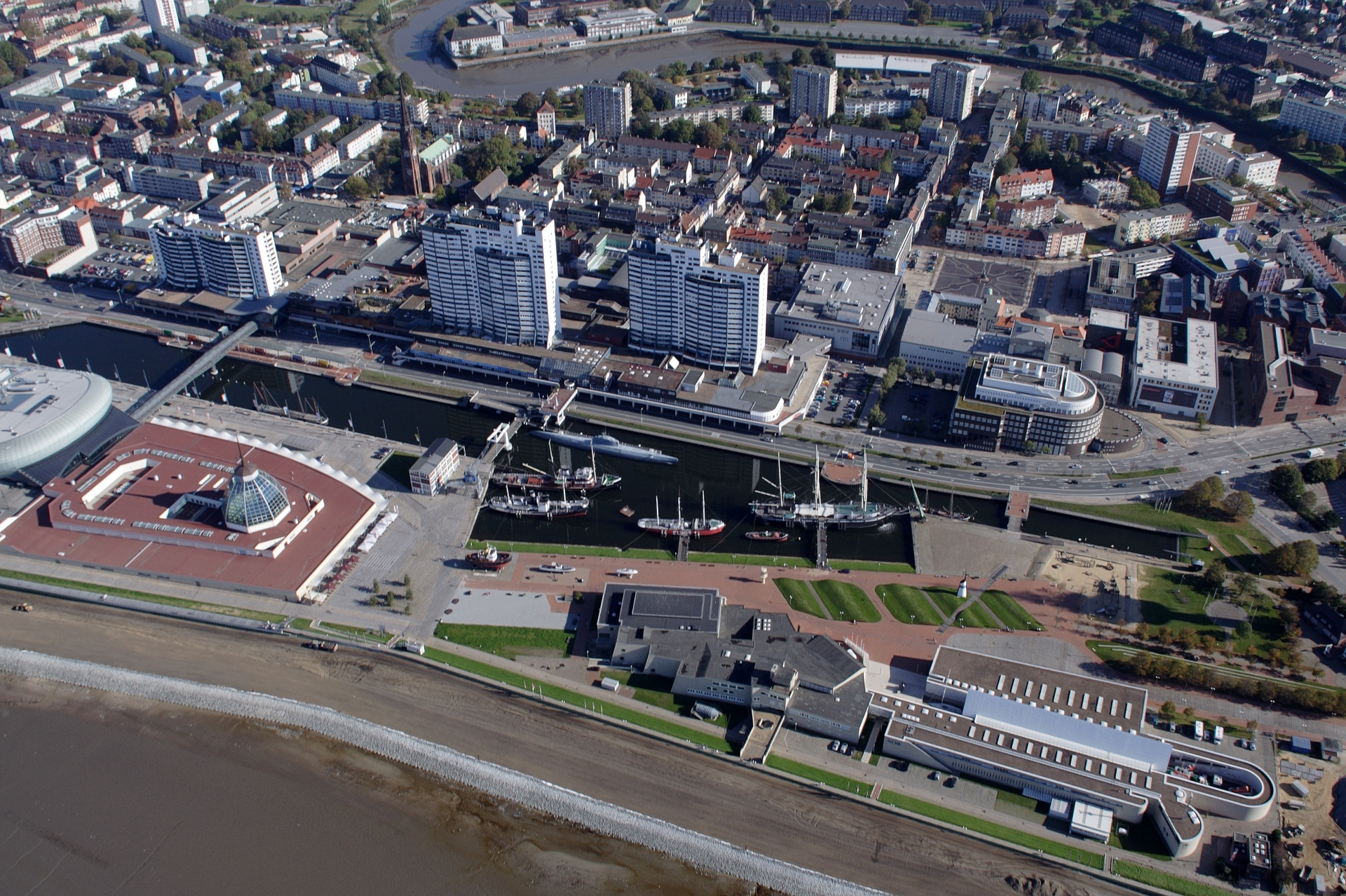
Luftaufnahme des Alten Hafens (2011)

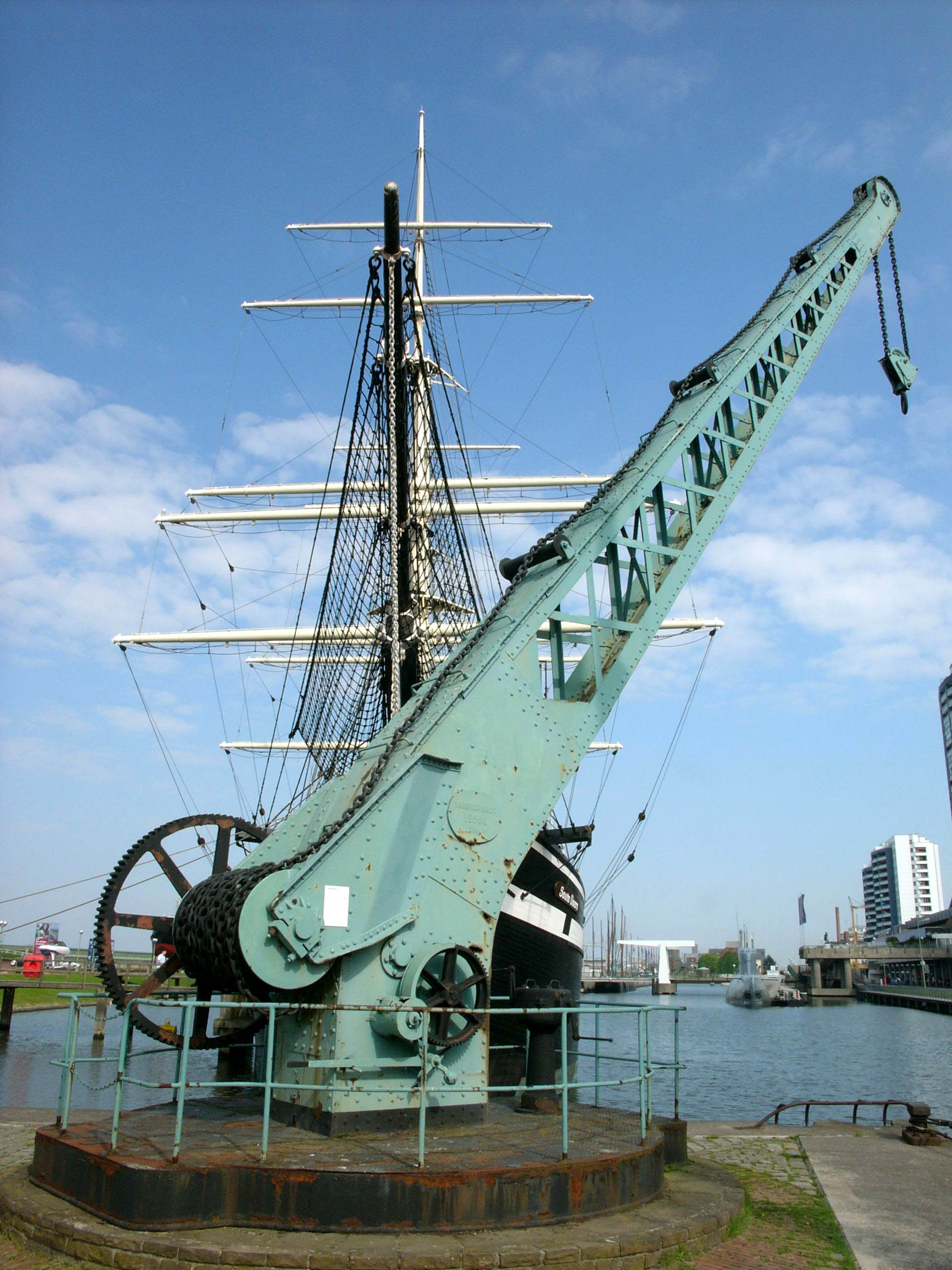
Handkurbelkran von 1875

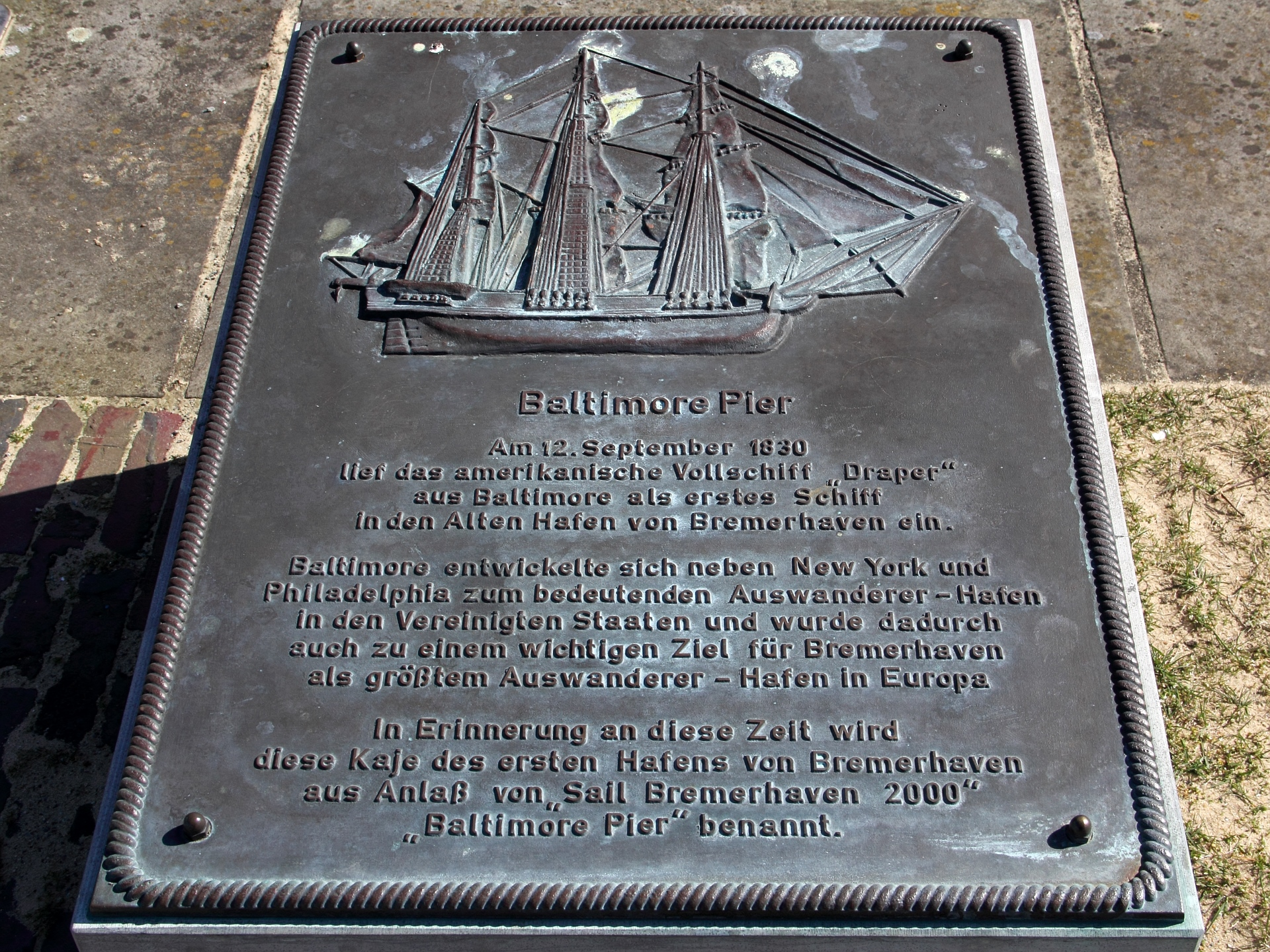
Gedenktafel „Baltimore Pier“ am Südende des Alten Hafens

Bremerhavens erstes künstliches Hafenbecken wurde in den Jahren 1827–1830 erbaut. Mit der Durchführung wurden holländische Unternehmer beauftragt, weil bei ihnen die nötigen technischen und organisatorischen Kenntnisse im Wasserbau erwartet wurden. Die Bauaufsicht hatte der ebenfalls holländische Wasserbauingenieur Jacobus Johannes van Ronzelen. Er hatte ein Jahr zuvor das Gutachten für die Anlage erstellt und wurde 1827 als bremischer Hafenbaudirektor und Baurat angestellt.
Der Hafen war 750 Meter lang, 57,5 Meter breit und 5,25 Meter tief und bekam eine Schleuse mit einem Vorhafen an der Geeste. Die Hafenbecken mussten von Hand ausgeschachtet und der Aushub mit einfachen Karren weggeschafft werden. Bis zu 900 Arbeiter aus der nahen und fernen Umgebung leisteten dafür bei kärglichem Lohn und schlechten Arbeitsbedingungen Schwerstarbeit. Der Grundstein für die Schleuse wurde am 12. Juli 1828 gelegt. Bereits zwei Jahre später, am 1. September 1830, war der Hafen fertiggestellt. Die zunächst aus Eichenbalken und Faschinen erstellten Kais wurden ab 1862 gemauert. Teilweise mussten die Schiffe auch an Dalben liegen, die Waren über Stege und eigene Ladebäume be- und entladen werden. Als erstes festes Gebäude aus Stein in Bremerhaven wurde 1829 das Bremische Amtshaus am Hafen errichtet.
Zunehmender Schiffsverkehr und größere Schiffe überschritten nach einigen Jahren die Kapazitäten des Alten Hafens. Daher wurde weiter nördlich von 1847 bis 1852 der Neue Hafen gebaut, der eine eigene Zufahrt von der Weser besaß. Eine Verbindung zwischen den Hafenbecken bestand zunächst nicht.
1891 begann die Nutzung des Alten Hafens als Fischereihafen, ab 1892 fanden auch Fischauktionen statt. Die Bedeutung der Fischereiwirtschaft ging für Bremerhaven jedoch zurück mit der „Fischereiklausel“, einer Abmachung mit Preußen und wurde 1935 am Alten Hafen ganz eingestellt. Das erhaltene, denkmalgeschützte Zollhaus entstand 1897 nach Plänen des Wasserbauingenieurs Jacobus Johannes van Ronzelen.
Nach dem Bau eines Verbindungskanals zum Neuen Hafen mit den Brücken zwischen Altem und Neuem Hafen wurde die Schleuse zum Vorhafen an der Geeste 1928 geschlossen und 1933 zugeschüttet.
Für kurze Zeit lag im Alten Hafen zu Beginn der NS-Zeit auch das Gespensterschiff.
1966 wurde ein großer Teil des Alten Hafens zugeschüttet. Dazu wurde eine Spundwand in Längsrichtung in den Hafen gerammt und der abgetrennte Teil mit Sand verfüllt. Die Breite des Hafenbeckens reduzierte sich dadurch um mehr als 40 Prozent. Danach konnte mit dem Bau einer Hafenrandstraße, der heutigen Columbusstraße, als leistungsfähige Verbindung zwischen Geestemünde und den Überseehäfen begonnen werden. Zuvor war am 27. September 1961 das Sturmflutsperrwerk an der Geeste in Betrieb genommen worden. Die Straßenbrücke darüber wurde am 11. April 1963 eröffnet, sie trägt seit dem 30. Januar 1964 den Namen Kennedybrücke. Diese Maßnahmen entstanden nach dem Generalverkehrsplan von Kurt Leibbrand.
1975 wurde der Alte Hafen umgestaltet, das Hafenbecken im Bereich des am 5. September 1975 von Bundespräsident Walter Scheel eröffneten Deutschen Schifffahrtsmuseums (DSM) nach Westen erweitert. In seinem Freigelände wurde ein Handkurbelkran aufgestellt, der 1875 von der Maschinenfabrik Görlitz nach dem System des schottischen Ingenieurs William Fairbairn gebaut wurde. Sein ursprünglicher Standort war 100 Jahre lang an der Ostseite des Neuen Hafens beim ehemaligen Güterschuppen 4, etwa in Höhe der Lloydstraße. Der unter Denkmalschutz stehende Kran wurde für den Abbruch der Seute Deern am 18. Dezember 2019 abgetrennt und eingelagert.
1999 wurde die alte Kaje am Südende des Hafenbeckens wiederhergestellt. 2000 wurde hier die Gedenktafel „Baltimore Pier“ aufgestellt.
Inzwischen überqueren drei Brücken den Alten Hafen. Seit 1978 ist die Holländerbrücke in Betrieb. Sie schafft etwa auf der Hälfte des Hafenbeckens eine Verbindung vom Columbus Center zum Deutschen Schifffahrtsmuseum (DSM) und dem Weserdeich. Etwa 170 m weiter nördlich verbindet seit 2009 die Gläserne Drehbrücke über den Alten Hafen das Columbus Center mit den Havenwelten. Der schmale Teil des südlichen Hafenbeckens (Baltimore Pier) wird von einer starren Brücke überquert.

## Nutzung heute

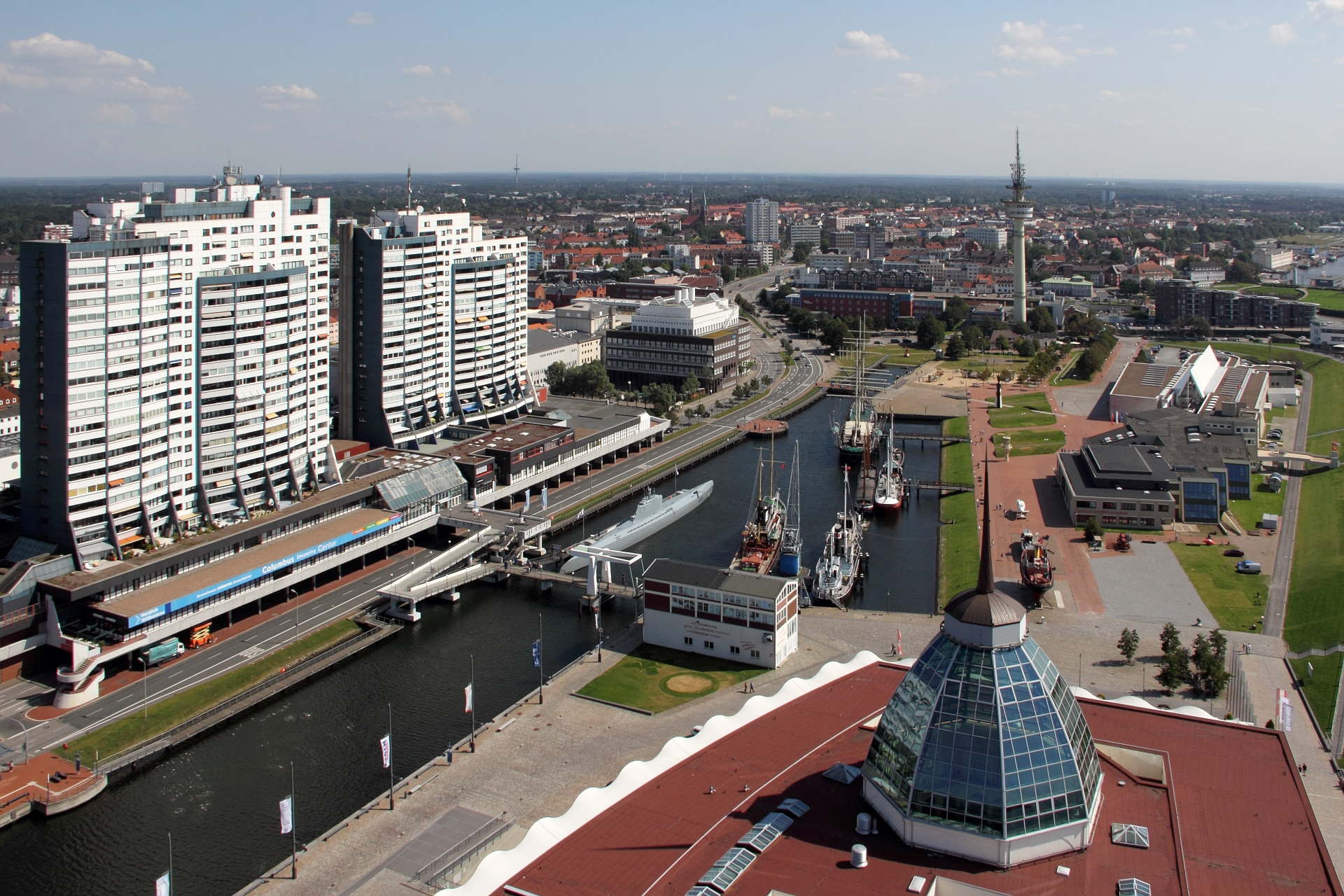
Museumsschiffe im südlichen Teil des Alten Hafens

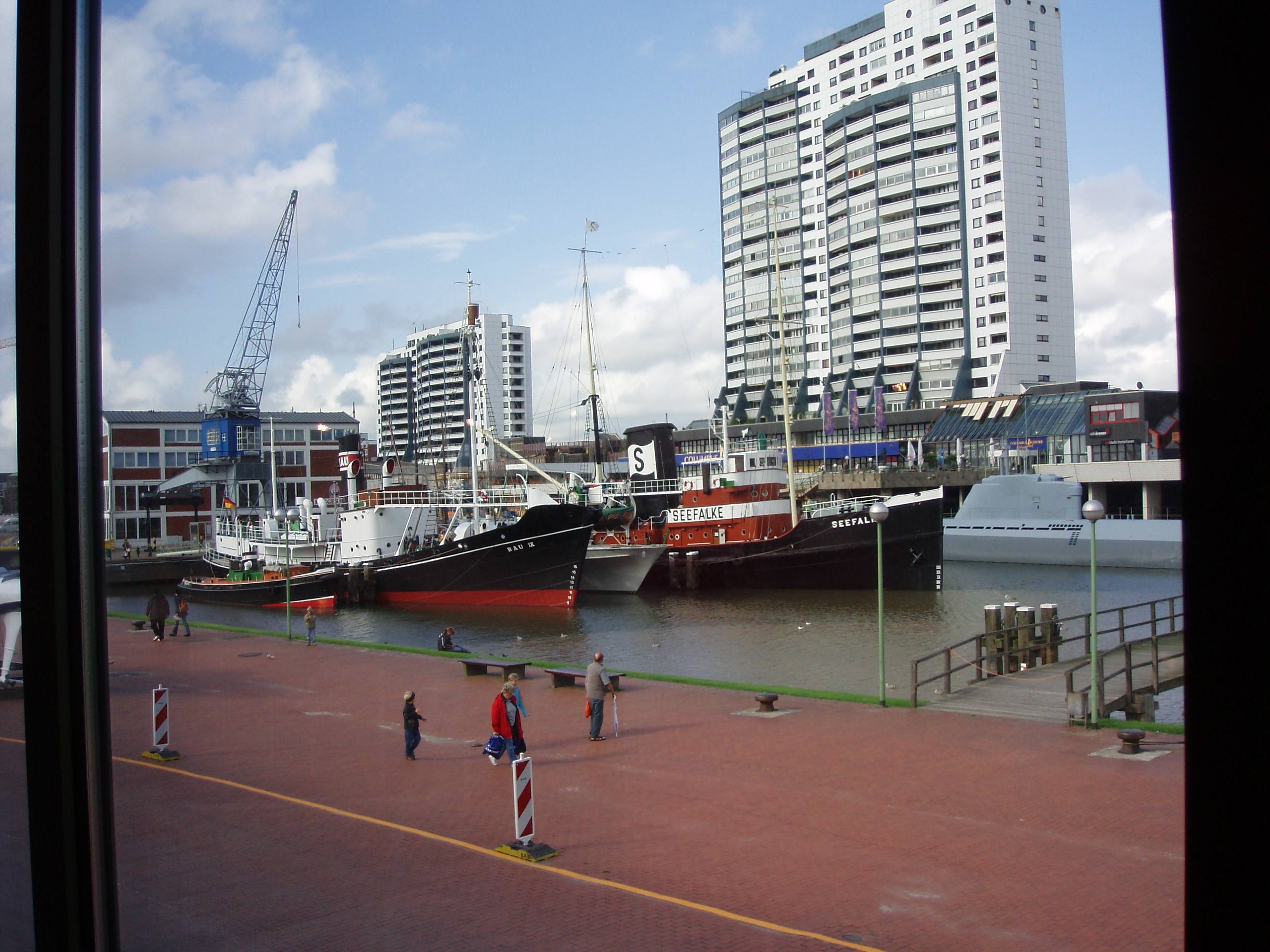
Museumsschiffe

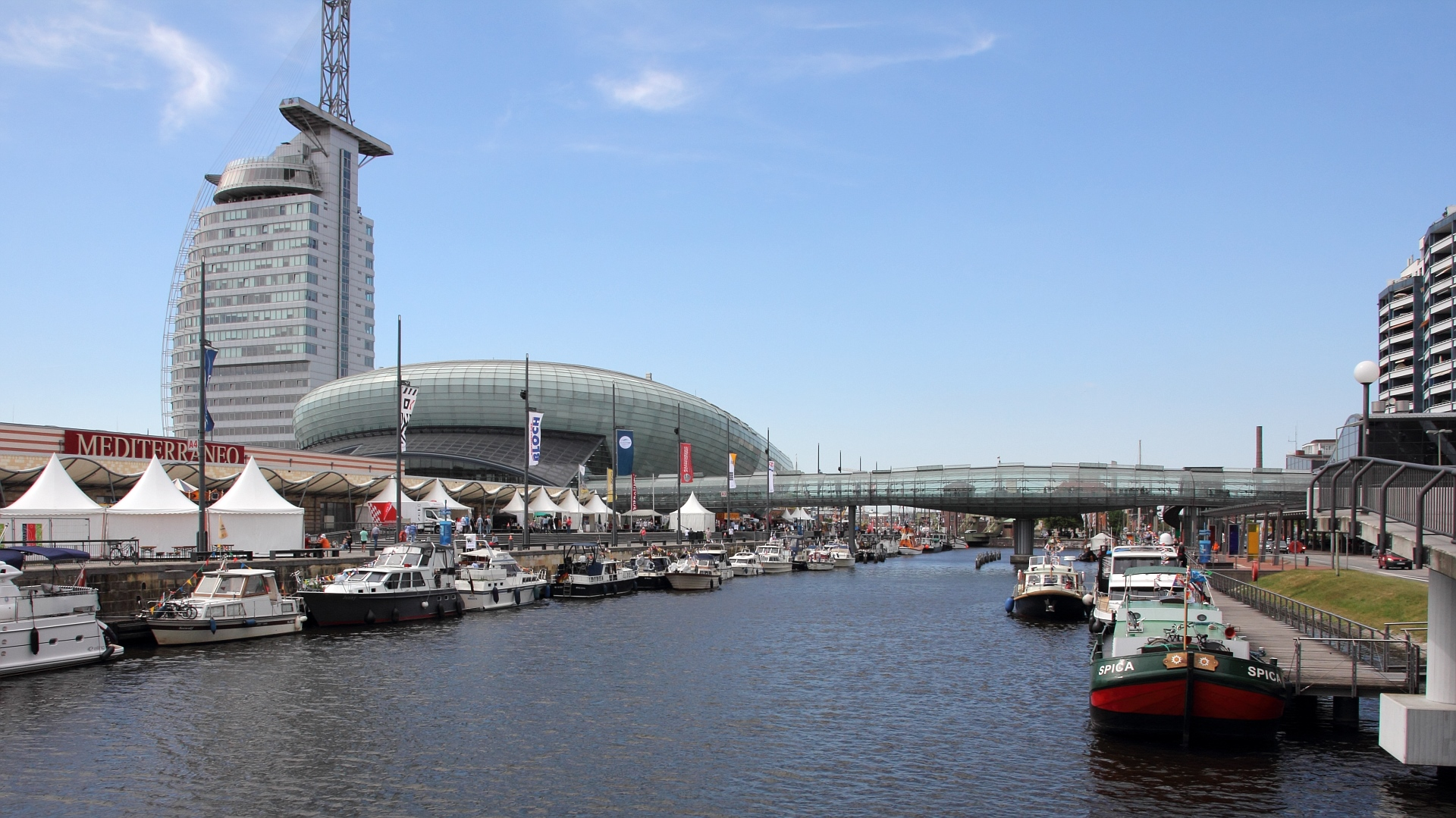
Nördlicher Teil des Alten Hafens mit Gläserner Drehbrücke und Gastliegern

In den ersten beiden Jahrzehnten des Jahrtausends wurde der Bereich Alter Hafen und Neuer Hafen zu den Havenwelten ausgebaut und umgestaltet. Mit dem Deutschen Schifffahrtsmuseum, dem Klimahaus 8º Ost, dem Zoo am Meer und dem Deutschen Auswandererhaus entwickelte sich dieses Hafengebiet zum Touristenmagneten.
Der südlich der Holländerbrücke liegende Teil des Alten Hafens wird als Museumshafen genutzt. Auf der Westseite liegen die Museumsschiffe des DSM. Sie sind auch von hier aus zugänglich. Hier liegen oder lagen folgende Schiffe:
- Bark Seute Deern, bis 2020
- Hochseeschlepper Seefalke
- Walfänger Rau IX
- Schnellboot Kranich – P 6083, bis 2008
- Haffkahn Emma
- Binnenschlepper Helmut
- Feuerschiff Elbe 3 Bürgermeister Abendroth

Zwischen dem Hafenbecken und dem Schiffahrtsmuseum stehen:
- Betonschiff Paul Kossel
- Hafenschlepper Stier mit Voith-Schneider-Antrieb
- Segelyacht Diva
- Tragflügelboot WSS 10

Auf der Ostseite des Museumshafens befindet sich das eigenständige Technikmuseum U-Boot Wilhelm Bauer.
Der nördlich der Holländerbrücke liegende Teil des Alten Hafens wird bei maritimen Events für Gastlieger zur Verfügung gestellt.

## Erinnerung

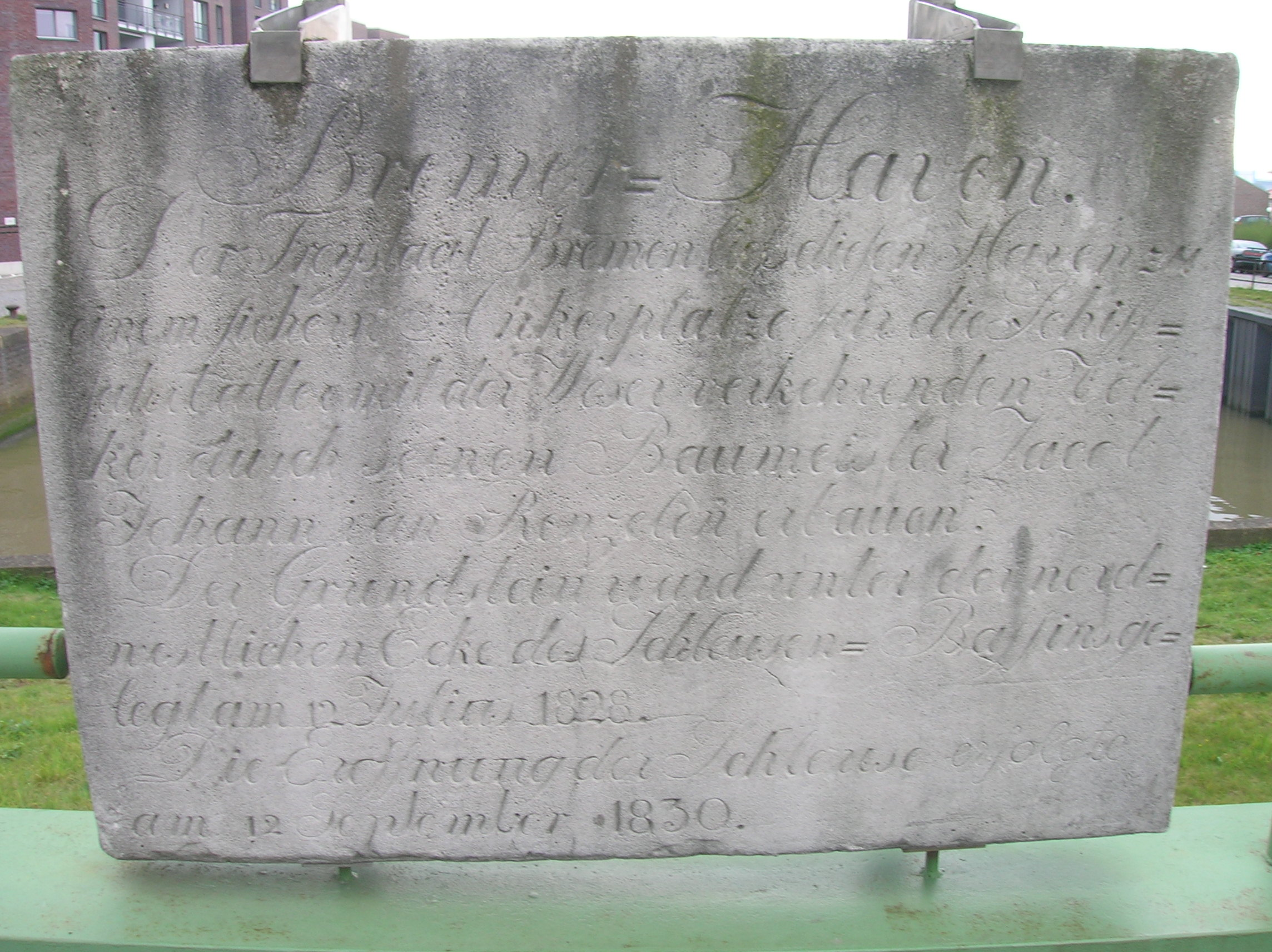
Replikat der Gedenktafel von 1830

Am Ende der zugeschütteten Zufahrt erinnert die Schiffahrtsgeschichtliche Gesellschaft Bremerhaven mit einer Texttafel und zwei nachgebildeten Gedenktafeln an die Schleuse zum Alten Hafen:
Die Nachbildungen erinnern an den Bau des ersten Bremerhavener Hafens, den Alten Hafen, 1827–1830. Die 1933 zugeschüttete Schleuse hatte eine 55 Meter lange Kammer und eine Einfahrtsbreite von 11 Meter. Die Inschrift der Tafel neben dem Bremer Staatswappen lautete: